# Clocks
〈Clocks〉는 콜드플레이의 두번째 정규앨범인 A Rush of Blood to the Head에 세번째로 싱글컷된 수록곡이다.
시계추 돌아가는 느낌의 피아노가 인상적이며, 이 곡으로 콜드플레이는 2004년 그래미 어워드에서 올해의 레코드상을 수상하게 된다. A Rush of Blood to the Head 앨범에서 이 노래는 영국에서는 세번째로 싱글컷되었고, 미국에서는 두번째로 싱글컷되었다. UK 싱글 차트에서 9위를, 빌보드 핫100 차트에서는 29위를 달성하게 된다. 또 롤링 스톤 선정 500대 명곡 중 하나로 490위에 선정되기도 하였다.

## 배경
이 노래를 쓴 배경에 대해 크리스 마틴은 록밴드 뮤즈로부터 영감을 받아 쓴 곡이라고 밝혔다.
A Rush of Blood to the Head 앨범 작업이 끝 마무리가 되어갈때 크리스 마틴이 멜로디가 갑작스레 생각나서 곧장 스튜디오로 가 제작했다고 한다. 원래 이 노래를 제작하기전에 이미 앨범에는 이 노래를 제외한 10곡이 완성되어있었다. 이 노래를 만들때쯤, 콜드플레이는 이 노래를 해당 앨범에 수록하기에는 너무 늦었다고 판단했다. 이런 이유로 이 노래는 "Songs for #3"라 불리는 다른 미완성 트랙에 저장되었고, 다음 앨범인 3집에 수록될 예정이었다.
그러던 중 2002년 6월경, 크리스 마틴은 2집을 팔로폰 레이블에 내려다가 앨범이 형편없고 뭔가 부족하다고 느꼈다. 당시 콜드플레이의 메니저이자 크리스 마틴의 친구였던 필 하비는 Clocks는 좋은 곡이니까 당장 앨범에 넣으라고 충고하여, 해당 노래는 2집에 수록되었다.
이 노래는 아주 빨리 만들어졌다고 하는데, 노래가 만들어질당시 앨범은 이미 앨범 발매절차가 지연된 상태였다고 한다. 이후 2집 앨범은 2달 뒤에 발매되었다.

## 악기 구성
- 크리스 마틴 – lead vocals, piano, synthesizer
- 조니 버클랜드 – electric guitar
- 가이 베리먼 – bass guitar
- 윌 챔피언 – drums, backing vocals